# Barát Irén
Barát Irén (Temesvár, 1890. július 15. – Budapest, 1972. január 18.) orvos, tüdőgyógyász, állami díjas (1970). Testvére Barát Béla (1888–1945) építész, művészeti író.

## Élete
Barát Ármin (1860–1937) újságíró, műfordító és Róth Julianna (1856–1939) lánya. Középiskolai tanulmányait részben szülővárosában, részben Budapesten végezte. A Budapesti Tudományegyetemen 1914-ben megkapta orvosdoktori oklevelét, majd néhány héttel később kitört az első világháború. Ekkor szolgálatra jelentkezett és Zsolnára került, ahol Rusznyák István volt a főnöke. Hallgatóként az anatómiai, majd az élettani, végül a kórbonctani intézetben dolgozott Krompecher Ödön mellett. 1917-től 1924-ig a Korányi Sándor vezette belgyógyászati klinika gyakornoka, majd tanársegédje, 1924-től 1970-ig, nyugdíjba vonulásáig a budakeszi Erzsébet-királyné Szanatórium (ma Országos Korányi TBC és Pulmonológiai Intézet) főorvosa volt. 1934 és 1971 között a Magyar Orvosok Tuberkulózis Egyesületének titkára, 1958 és 1964 között a TBC-szakcsoport és a belőle alakult Korányi Frigyes TBC és Tüdőgyógyász Társaság (1964–1969) elnöke, a tüdőgyógyász társadalom egyik vezető egyénisége volt. Fő érdeme, hogy a betegágy melletti orvosi tevékenység minőségének biztosítására törekedett.
A Farkasréti temetőben helyezték végső nyugalomra. Egykori munkatársai nevében Böszörményi Miklós, barátai és tisztelői nevében Gobbi Hilda búcsúztatta.

## Főbb művei
- Az ascorbinsav a tuberkulózis kezelésében. (Orvosképzés, 1936)
- Streptomycin kezelés alatt fellépett meningitis tuberculosa (Orvosok Lapja, 1949)
- A felnőttkori primär és postprimär tuberkulózis (Budapest, 1950)
- Isonikotinsäure hydrozid in der Behandlung der Tuberkulose (Therapia Hungarica, 1953)
- Adatok a friss tüdőfolyamatok hármas antituberkulotikus kezeléséhez. Bárász Zoltánnal. (Tuberkulózis, 1960)
- Tüdőadenomatosisról egy eset kapcsán. Gyenei Ivánnal. (Tuberkulózis és Tüdőbetegségek, 1962)

## Díjak, elismerések
- Kiváló orvos (1952)
- Szocialista Munkáért Érdemérem (1956)
- Munka Érdemrend arany fokozata (1970)
- Korányi Frigyes-emlékérem (1963)
- Állami Díj (1970)